# Черможише
Черможише (словен. Čermožiše) је насељено мјесто у општини Жетале, Подравска регија, Словенија.

## Историја
До територијалне реорганизације у Словенији било је у саставу старе општине Птуј.

## Становништво
У попису становништва из 2011. године, Черможише је имало 283 становника.
| Број становника према пописима | Број становника према пописима | Број становника према пописима |
| ------------------------------ | ------------------------------ | ------------------------------ |
| 1991                           | 2002                           | 2011                           |
| 303                            | 290                            | 283                            |

Напомена: Године 1974. умањено за део насеља који је спојен са делом издвојеним од насеља Надоле у ново самостално насеље Купчињи Врх (Мајшперк).